# 小池淳一
小池 淳一（こいけ じゅんいち、1963年 - ）は、日本の民俗学者。国立歴史民俗博物館・総合研究大学院大学教授。学位は、博士（文学）。専門は民俗信仰、口承文芸。

## 来歴
1987年に東京学芸大学教育学部を卒業した。1992年に筑波大学大学院歴史・人類学研究科を単位取得退学する。1992年、弘前大学人文学部の講師となる。1994年、同助教授に昇進した。2001年に愛知県立大学文学部助教授に移り、2003年に国立歴史民俗博物館助教授となる。2006年、総合研究大学院大学文化科学研究科助教授。2007年、国立歴史民俗博物館・総合研究大学院大学文化科学研究科准教授。2011年、同教授。
2007年に「陰陽道の展開と浸透に関する歴史民俗学的研究」で総合研究大学院大学より博士（文学）の学位を取得。

## 著書
- 『陰陽道の歴史民俗学的研究』角川学芸出版、2011年
- 『季節のなかの神々 歳時民俗考』春秋社、2015年

### 共編著・訳書
- 『寛永九年版大ざつしよ』（共編著）岩田書院、1996年
- 『陰陽道の講義』（共編著）嵯峨野書院、2002年
- 『民俗学的想像力』（編著）せりか書房、2009年
- 『簠簋傳・陰陽雑書抜書』（共著）岩田書院、2010年
- 『唱導文化の比較研究』（編著）岩田書院、2011年

## 論文
- cinii